# Св. Петър и Павел (Берлин-Ванзее)
Вижте пояснителната страница за други значения на Свети апостоли Петър и Павел.

Св. Петър и Павел в местността Николское (на руски: Никольское; на немски: Nikolskoe) е протестантска църква на север от парка „Глинике“ в Берлин на ръба на възвишението Столпер Берге.

## История
Името Николское идва от руската дума Никольское, буквално означаваща: „Николаевото“, „принадлежащото на Николай“.
Сградата на църквата със своя луковиден купол трябва да напомня на руско-православните църкви, но иначе си е типично протестантска църква и няма структурата на православните църковни сгради като например тази на храм-паметника „Александър Невски“ в съседния град Потсдам.
Крал Фридрих Вилхелм III разпоредил строежа ѝ по предложение на своята дъщеря, царица Александра Фьодоровна, съпруга на руския цар Николай I., за да се ползва от жителите на селището Малко Глинике (Klein Glienicke) и Пауновият остров. Всъщност църквата обаче се намира далеч от Малко Глинике, на един стръмен бряг на река Хафел, близо до Пауновия остров и блокхауса „Николское“. Те е проектирана от архитектите Фридрих Август Щюлер и Алберт Дитрих Шадо. Проектна скица от 1833 г. документира участието на Карл Фридрих Шинкел в планирането на църквата. Той проектира части от предната фасада и добавя руски мотиви, които били изискани от крал Фридрих Вилхелм III.
На 13 август 1837 г. църквата е осветена. Проектите са били публикувани в списание Архитектурен албум  – също вариант без руската луковидна кула.
Църквата принадлежи към евангелската църковна област Телто-Целендорф, част от евангелската църква Берлин-Бранденбург-силезийска Горна Лужица, но няма паство.
- Най-ранната гледка към Николское. Акварел от Йохан Хайнрих Хинце, април 1837 г.
- „Св. Петър и Павел“ около 1850 г.
- Заден изглед на църквата

## Обзавеждане
Днешният карийон е бил осветен на 1 декември 1985 г. по време на богослужение точно 4 седмици преди Рождество Христово и е заимстван от този на Потсдамската гарнизонна църква.

## Крипта на династияХоенцолерн
В църквата се намира гробницата на принц Карл Пруски, брат на кайзер Вилхелм I, и съпругата му Мария, принцеса на Саксония-Ваймар-Айзенах, сестра на императрийца Августа. По-късно там са погребани и нейният син, генерал-фелдмаршал принц Фридрих Карл Пруски, съпругата му Мария Анна, принцеса на Анхалт-Десау и по-голямата им дъщеря Луиза Пруска (разведена ландграфиня на Хесен-Филипстал-Бархфелд).
- „Св. Петър и Павел“, кула и камбанария
- „Св. Петър и Павел“, главен вход
- Чертеж на гледка към „Св. Петър и Павел“, публикуван в списание Архитектурния албум, 1842 г.
- „Св. Петър и Павел“, интериор
- „Св. Петър и Павел“ върху пощенска марка на Deutsche Bundespost Berlin от 1988 г.